# William Henry Bissell
William Henry Bissell, född 25 april 1811 i Hartwick, New York, död 18 mars 1860 i Springfield, Illinois, var en amerikansk politiker. Han var den 11:e guvernören i delstaten Illinois 1857–1860. Han avled i ämbetet.
Bissell var ledamot av Illinois House of Representatives, underhuset i delstatens lagstiftande församling, 1840–1842. Han studerade juridik och inledde sin karriär som advokat i Belleville. Han deltog som överste i Mexikanska kriget och valdes därefter till USA:s representanthus som demokrat. Han var ledamot av representanthuset 1849–1855 och den tredje gången 1852 valdes han som obunden demokrat. Bissells problem med demokraterna hade att göra med hans starka abolitionistiska linje. Republikanska partiet grundades 1854 och det partiets politik motsvarade bättre Bissells syn i slaverifrågan. Hans seger i guvernörsvalet i Illinois 1856 som republikan innebar en av de första stora segrarna för det nya partiet.
Hans grav finns på Oak Ridge Cemetery i Springfield, Illinois.